# Perk
Perk est une section de la commune belge de Steenokkerzeel située dans la province du Brabant flamand. C'était une commune à part entière avant la fusion des communes de 1977.

## Démographie

### Évolution démographique
- Sources : INS, Rem. : 1831 jusqu'en 1970 = recensements, 1976 = nombre d'habitants au 31 décembre[2].

## Monuments
- L'église Saint-Nicolas, avec stucs de J.C. Hansche et un orgue baroque de 1716 de Carolus Dillens.

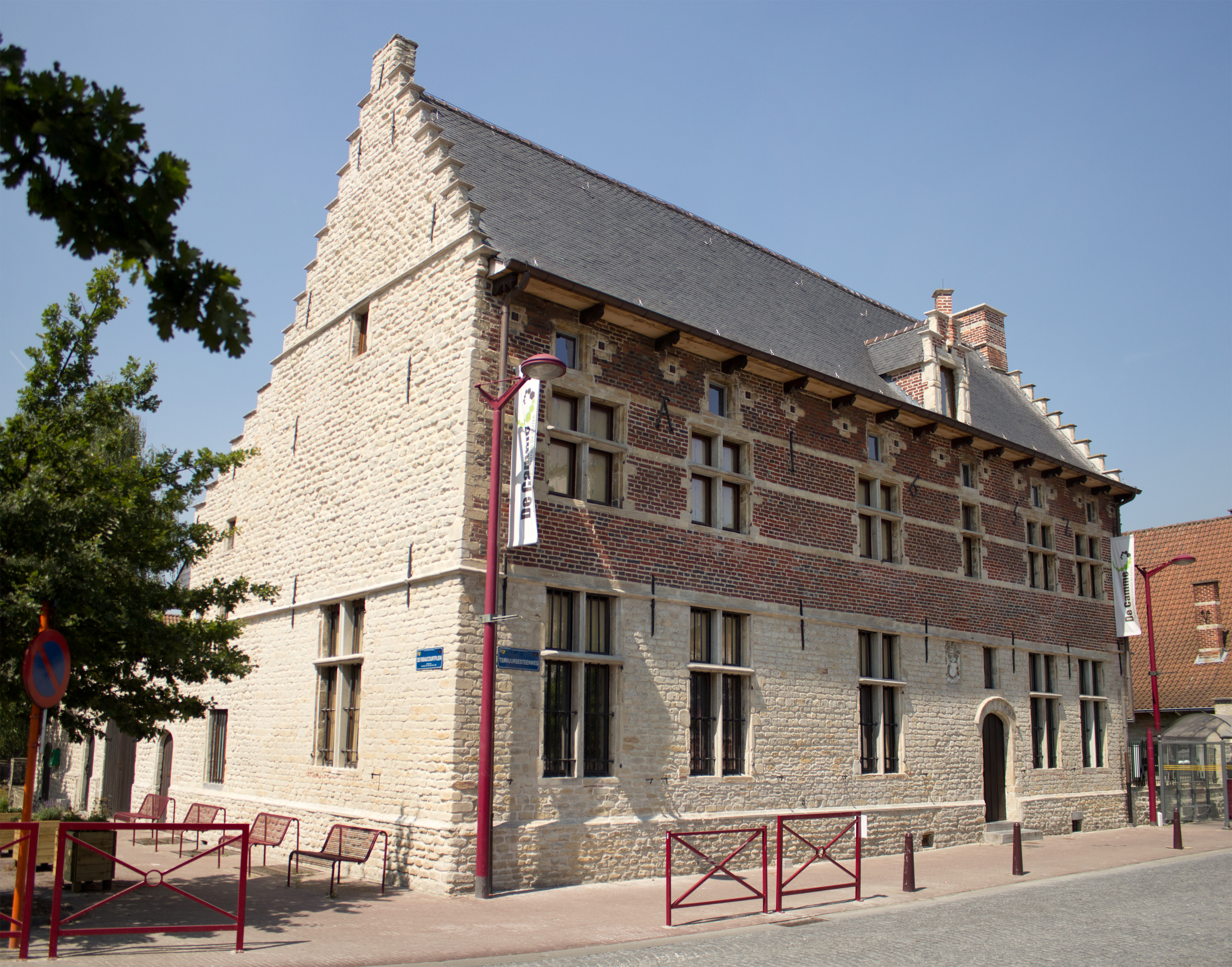
Brasserie "De Camme" à Perk

- Brasserie "De Camme" à PerkL'ancienne brasserie « De Camme », de 1652.
- La ferme « Drie Torens » (Trois Tours), autrefois partie du domaine du château du même nom, acheté en 1663 par David Teniers le Jeune.
- Le château de Ribaucourt, présent depuis le 12e siècle mais modernisé aux 17e, 18e et 19e siècles.
- La ferme du dit château « Hof te Veaux », du 18e siècle.

## Toponymie
Parcum (1148), de Parcho (1161), Percha (1183), Perke (1219)

## Homme célèbre
Le cardinal Pierre-Lambert Goossens, archevêque de Malines y est né le 18 juillet 1827.